# Luigi Maninetti
Luigi Maninetti (Visano, 28 giugno 1944) è un politico italiano.

## Biografia
Laureato in Economia e Commercio. Svolge l'attività di consulente e commercialista. Risiede a Visano, il suo paese natio.
Già esponente della Democrazia Cristiana, è consigliere comunale a Visano e consigliere alla provincia di Brescia dal 1985, ricoprendo anche il ruolo di assessore provinciale fino al 1995.
Aderisce successivamente al Centro Cristiano Democratico, di cui diviene, nel 1999, segretario regionale in Lombardia. Nel 2001 viene eletto alla Camera con il ruolo di vice capogruppo vicario di Centro Cristiano Democratico, alla Camera..
Nel 2002 è nominato da Marco Follini commissario regionale in Abruzzo, dopo le dimissioni di Rodolfo De Laurentiis.
Nel 2006 è eletto al Senato nelle file dell'UDC. Conclude il proprio mandato parlamentare nel 2008.

## Mandati parlamentari
- XIV Legislatura Camera dei deputati
- XV Legislatura Senato della Repubblica